# Puy de Lachaud
Le puy de Lachaud est un sommet situé en Auvergne-Rhône-Alpes, dans le Puy-de-Dôme, dans les monts Dore.

## Géographie
Le puy de Lachaud est situé au nord de la commune de La Tour-d'Auvergne, juste à la limite de la commune de Saint-Sauves-d'Auvergne. Il voit dans un cercle de moins d'un kilomètre la source du ruisseau de Mortagne, de son affluent le Beautourne, ainsi que le ruisseau de Liournat ou ruisseau de Jamel qui rejoint directement la Dordogne en rive gauche, près du col de la Sœur.